# FC Reher/Puls
Der FC Reher/Puls (offiziell: Fußballclub Reher/Puls 1997 e. V.) ist ein Fußballverein aus der Gemeinde Reher im Kreis Steinburg in Schleswig-Holstein. Er entstand 1997 aus dem Zusammenschluss der Fußballabteilungen des TSV 1921 Reher und des SV Puls aus der Nachbargemeinde Puls.

## Fußballabteilung
Die Herren-Fußballmannschaft des Vereins spielte zunächst in der Bezirksklasse und ab 2008 in der Verbandsliga West. 2015 gelang der Aufstieg in die Schleswig-Holstein-Liga. In der Saison 2015/16 belegte der Verein dort den 18. und letzten Platz, der den direkten Wiederabstieg bedeutete. Der FC Reher/Puls spielt ab der Saison 2016/17 wieder in der Verbandsliga Süd-West.
In der Saison 2016/2017 gelang der dritte Platz in der Verbandsliga Süd-West und der damit verbundene Aufstieg in die neue sechstklassige Landesliga, wo man in der Landesliga Holstein an den Start gehen wird.